# Cetatea Soarelui
Orașul Soarelui (în italiană La città del Sole; în latină Civitas Solis) este o lucrare filosofică de filosoful dominican italian Tommaso Campanella. Este o primă lucrare utopică importantă. Lucrarea a fost scrisă în italiană, în 1602, la scurt timp după întemnițarea lui Campanella pentru erezie și răzvrătire. O versiune latină a fost scrisă în 1613–1614 și publicată la Frankfurt în 1623.

## Sinopsis
Cartea este prezentată ca un dialog între "un Maestru al Cavalerilor Ospitalieri și un Căpitan de mare genovez". Inspirat de Republica lui Platon  și o descriere a Atlantidei în Timaios, descrie o societate teocratică în cazul în care bunurile, femei și copii sunt păstrați în comun. Este, de asemenea, seamănă cu Orașul Adocentyn din Picatrix, un grimoire arab de magie astrologică. În partea finală a lucrării, Campanella profețește —în limbajul voalat al astrologiei — că regii spanioli, în alianță cu Papa, sunt destinați pentru a fi instrumentele unui Plan Divin: victoria finală a Credinței Adevărate și difuzarea ei în întreaga lume. În timp ce s-ar putea argumenta că Campanella se gândea pur și simplu la cucerirea Lumii Noi, se pare că această profeție ar trebui să fie interpretată în lumina unei lucrări scrise cu puțin timp înainte de Orașul Soarelui, Monarhia din Spania, în care Campanella expune viziunea sa despre o lume unificată, pașnică, guvernată de o monarhie luminată.

## Manuscrisul de la Trento 1602

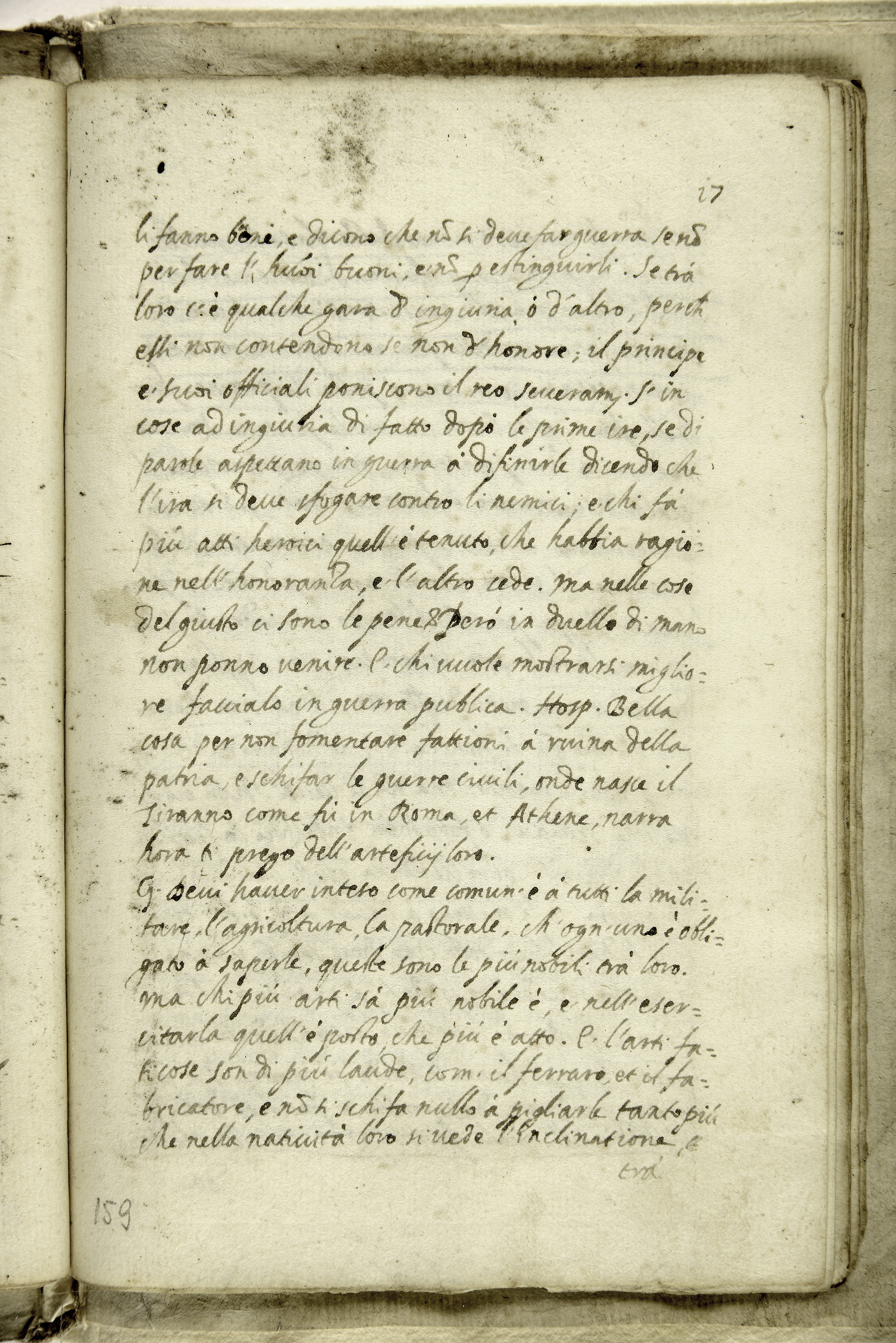
Pagina de manuscris (Trento) 1602

În 2016, manuscrisul a fost încărcat pe biblioteca digitală Wikisource. 

## Legături externe
- it La Città del Sole (pe Wikisource)